# Château de Duwisib

Le château de Duwisib, parfois épelé Duwiseb ou Duweseb, est un bâtiment ressemblant à une forteresse médiévale des collines du Namib, une région semi-aride de Namibie.
Il a été construit par le « baron » capitaine Hansheinrich von Wolf.

## Historique
Hansheinrich von Wolf, né à Dresde en 1873, était alors en poste dans ce qui était l'Afrique occidentale allemande.
Après la guerre entre l'Allemagne et les Nama, le capitaine von Wolf rentra à Dresde et épousa la belle-fille du consul américain, Jayta Humphreys, le 8 avril 1907. Ils décidèrent de s'installer dans le Sud-Ouest africain et achetèrent huit fermes dans la région de Maltahöhe. L'architecte Wilhelm Sander fut commissionné pour établir les plans d'un bâtiment et la construction commença en 1908. La plupart des matériaux furent importés d'Allemagne – les matériaux arrivaient par Lüderitz, et les tailleurs de pierres furent embauchés en Italie, en Suède et en Irlande.
Le bâtiment devait ressembler à certains forts allemands de Namibie. L'édifice, une fois terminé, comportait 22 pièces.
Alors qu'ils voyageaient en Europe en 1914, la Première Guerre mondiale éclata et le bateau transportant Von Wolf et sa femme fut détourné vers Rio de Janeiro. Jayta Humphreys avait conservé sa citoyenneté américaine et arriva en Europe sur un bateau néerlandais. Le baron vint avec elle. À son arrivée en Europe, le baron rejoint l'armée allemande et fut tué lors de la bataille de la Somme en 1916, deux semaines après s'être engagé. Sa femme ne retourna pas en Namibie et ne réclama pas la propriété du château.

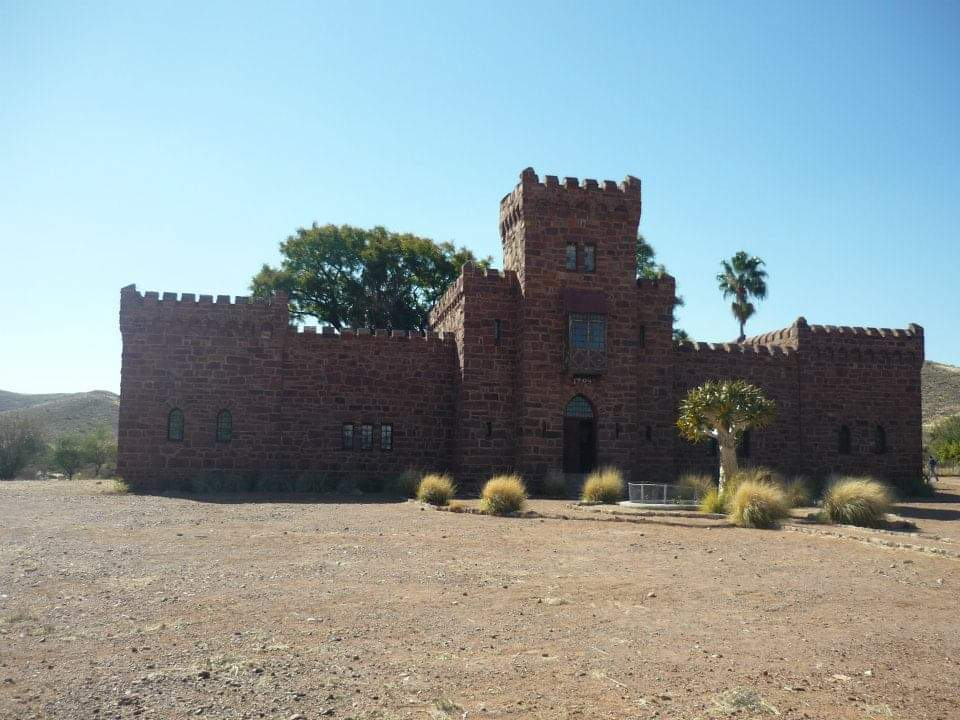
Vue de l'entrée du château (2012).

## Sources
- (en) Cet article est partiellement ou en totalité issu de l’article de Wikipédia en anglais intitulé « Duwisib Castle » (voir la liste des auteurs).